# Aylsham
Aylsham – miasto w Wielkiej Brytanii, w Anglii, w regionie East of England, w hrabstwie Norfolk.
W 2001 r. miasto to zamieszkiwało 5504 osób.

## Miasta partnerskie
- La Chaussée-Saint-Victor, Francja
- Loir-et-Cher, Francja